# 登記事項証明書
登記事項証明書（とうきじこうしょうめいしょ）とは、日本において、登記事務をコンピュータにより行っている登記所において発行される、登記記録に記録された事項の全部又は一部を証明した書面のことである。本稿では、登記記録に記録された事項の概要を記載した書面についても説明するので、以下「登記事項証明書等」という場合がある。
本稿では不動産登記、商業登記（法人登記を含む。以下同じ。各種法人等登記規則5条を参照。）、後見登記等（民法に規定される後見開始の審判により開始する後見及び任意後見契約に関する法律に規定される任意後見契約の登記。以下同じ。）、債権譲渡登記制度、動産譲渡登記制度の登記事項証明書等について説明する。

## 略語等について
説明の便宜上、以下の通り略語等を用いる。
不動産登記準則
不動産登記事務取扱手続準則（2005年（平成17年）2月25日民二456号通達）
商業登記準則
商業登記等事務取扱手続準則（1964年（昭和39年）3月11日民甲472号通達）
債権通達
1998年（平成10年）9月22日民四1822号通達
動産通達
2005年（平成17年）9月30日民商2291号通達
概要通達
2005年（平成17年）9月30日民商2290号通達
役員
取締役、会計参与、監査役、代表取締役、特別取締役、委員、執行役、代表執行役、会計監査人

## 導入の沿革
登記事務がコンピュータ化される前は、登記は登記簿に記載される方法で行われていた。この場合、登記簿に記載されている事項の証明として登記簿謄抄本が発行されていた。現在でも、コンピュータによる取り扱いに適合しないものについては登記簿謄抄本が発行される（不動産登記規則附則3条1項・4条1項ないし3項、2005年（平成17年）2月24日法務省令19号商業登記規則附則3条1項・5条1項ないし3項）
なお、不動産登記におけるコンピュータ化については「コンピュータ・システム化」を参照。

## 種類

### 不動産登記

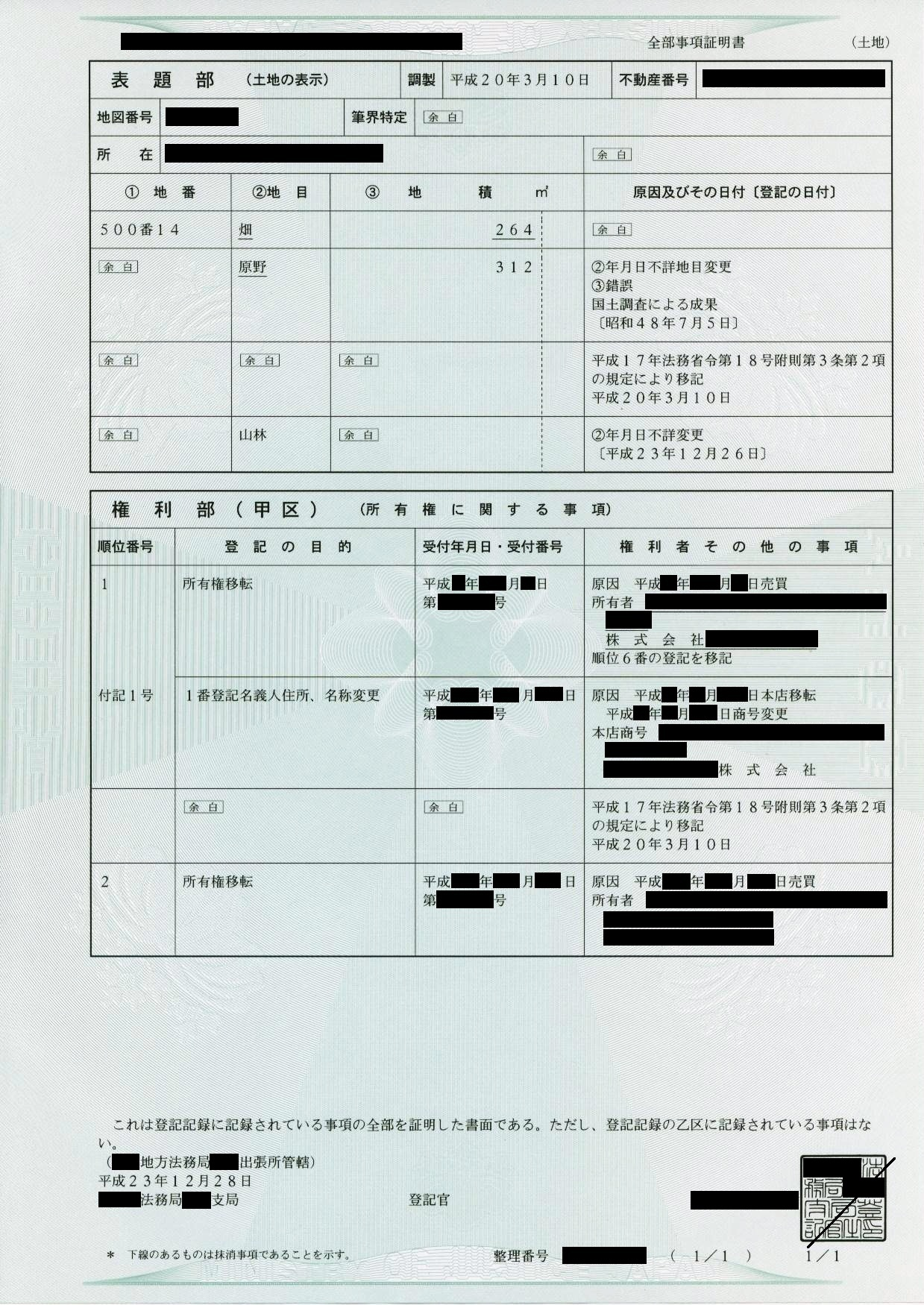
全部事項証明書（不動産登記）

全部事項証明書
登記記録（閉鎖登記記録を除く。以下一棟建物現在事項証明書の項まで同じ）に記録されている事項の全部を証明したもの（不動産登記規則196条1項1号）
現在事項証明書
登記記録に記録されている事項のうち現に効力を有する部分を証明したもの（同規則196条1項2号）
何区何番事項証明書
権利部の相当区に記録されている事項のうち請求に係る部分を証明したもの（同規則196条1項3号）
所有者証明書
登記記録に記録されている現在の所有権の登記名義人の氏名又は名称及び住所を証明したもの（同規則196条1項4号）
一棟建物全部事項証明書
一棟の建物に属するすべての区分建物である建物の登記記録に記録されている事項の全部を証明したもの（同規則196条1項5号）
一棟建物現在事項証明書
一棟の建物に属するすべての区分建物である建物の登記記録に記録されている事項のうち現に効力を有する部分を証明したもの（同規則196条1項6号）
閉鎖事項証明書
全部事項証明書・何区何番事項証明書・一棟建物全部事項証明書について、閉鎖された登記記録に係る部分を証明したもの（同規則196条2項）
登記事項要約書
不動産の表示に関する事項及び、所有権に関するものについては申請の受付の年月日及び受付番号・所有権の登記名義人の氏名又は名称及び住所・登記名義人が2人以上であるときはそれぞれの持分、所有権以外のものについては現に効力を有するもののうち主要な事項を記載したもの（同規則198条1項）

### 商業登記
現在事項証明書
現に効力を有する登記事項、会社成立の年月日、役員の就任の年月日、会社の商号及び本店の登記の変更に係る事項で現に効力を有するものの直前のもの（商業登記規則30条1項1号）及び以下の事項（商業登記準則35条(1)ないし(6)）を証明したものである。なお、会社以外の法人については適宜読み替えられる。以下の証明書についても同様である。
1. 現に効力を有する商号及び本店の登記が更正登記によるものであるときは、当該更正登記によって更正された登記の原因及び登記年月日
2. 現に効力を有する商号及び本店の登記以外の登記が職権更正登記（商業登記法133条2項）によるものであるときは、当該職権更正登記の原因及び登記年月日
3. 現に効力を有する商号及び本店の登記の直前の登記が更正登記であるときは、当該更正登記によって更正された登記の原因及び登記年月日
4. 商業登記法33条の規定により会社の商号が抹消されているとき（「商号の抹消登記」を参照）は、抹消された商号及びその直前の商号
5. 商業登記法33条の規定により現に効力を有する会社の商号の直前の商号が抹消されているときは、抹消に係る登記
6. 現に効力を有する会社の役員又は支配人の登記において、その住所・氏名又は支配人を置いた営業所が就任・重任・選任の登記の時におけるものと異なる場合（職権更正登記による場合を除く）には、その住所・氏名又は支配人を置いた営業所の変更・更正登記の原因及び登記年月日

履歴事項証明書
現在事項証明書で証明される事項、履歴事項証明書の交付請求があった日（請求日）の3年前の属する1月1日（基準日）から請求日までの間に抹消をする記号を記録された登記事項及び基準日から請求日までの間に登記された事項で現に効力を有しないものを証明したもの（同規則30条1項2号）。
閉鎖事項証明書
閉鎖した登記記録に記録されている事項を証明したもの（同規則30条1項3号）。具体的には基準日前に抹消の記号が付された一切の登記事項である（商業登記準則35条2項本文）。ただし、基準日までに全部行使等による抹消の登記がされていない新株予約権の登記のうち、変更・更正登記により抹消する記号が記録されている登記事項を除く（同準則35条2項ただし書）。
代表者事項証明書
会社の代表者の代表権に関する登記事項で現に効力を有する部分を証明したもの（同規則30条1項4号）
登記事項要約書
現に効力を有する登記事項を記載したもの（同規則31条1項）。ただし、会社についての登記事項要約書は、商号区・会社状態区・請求に係る区に記録されている事項を記載したものである（同規則31条2項前段）。なお、請求に係る区が役員区の場合、役員の就任の年月日も記載される（同規則31条2項後段）。
現在事項証明書、履歴事項証明書、閉鎖事項証明書は全部証明書と一部証明書に分けられる。したがって、現実には「履歴事項全部証明書」や「閉鎖事項一部証明書」のような形式で発行される。
一部事項証明書とは、商号区・会社状態区・請求に係る区について証明したものである（同規則30条2項前段本文）。なお、請求に係る区が会社支配人区である場合で、一部の支配人について証明を求められたときは、当該支配人以外の支配人に係る事項は省略される（同規則30条2項前段かっこ書）。

### 後見登記等

#### 定義
成年後見登記の登記事項証明書の項において、以下のように定義する。
成年被後見人等
成年被後見人、被保佐人又は被補助人（後見登記等に関する法律4条1項2号）
成年後見人等
成年後見人、保佐人又は補助人（同法4条1項3号）
成年後見監督人等
成年後見監督人、補佐監督人、補助監督人（同法4条1項4号）
保全処分
家事事件手続法（平成23年法律第52号）第127条第1項（同条第5項並びに同法第135条及び第144条において準用する場合を含む。）の規定により成年後見人等又は成年後見監督人等の職務の執行を停止する審判前の保全処分（同法4条1項9号）
任意後見契約の本人
任意後見契約の委任者（同法5条2号）
後見命令等
家事事件手続法第126条第2項、第134条第2項又は第143条第2項の規定による審判前の保全処分（（同法4条2項）
後見命令等の本人
財産の管理者の後見、保佐又は補助を受けるべきことを命ぜられた者（同法4条2項2号）

#### 種類
通常の「登記事項証明書」
以下に掲げる事項について、後見登記等ファイルに記録されている事項又は記録がない旨を証明した書面である（後見登記等に関する法律10条1項本文）
1. 自己を成年被後見人等又は任意後見契約の本人とする登記記録（同法10条1項1号）
2. 自己を成年後見人等、成年後見監督人等、任意後見受任者、任意後見人又は任意後見監督人（退任したこれらの者を含む）とする登記記録（同法10条1項2号）
3. 自己の配偶者又は4親等内の親族を成年被後見人等又は任意後見契約の本人とする登記記録（同法10条1項3号）
4. 保全処分に係る登記記録で政令で定めるもの（同法10条1項4号）
  1. 自己を成年後見人等、成年後見監督人等又は任意後見監督人の職務代行者（退任したこれらの者を含む）とする登記記録（後見登記等に関する政令15条1項1号）
  2. 自己を後見命令等の本人とする登記記録（同政令15条1項2号）
  3. 自己を財産の管理者（退任した者を含む）とする登記記録（同政令15条1項3号）
  4. 自己の配偶者又は4親等内の親族を後見命令等の本人とする登記記録（同政令15条1項4号）

特殊な「登記事項証明書」
以下に掲げる者の請求に基づき、それぞれの登記記録について、後見登記等ファイルに記録されている事項又は記録がない旨を証明した書面である（同法10条2項本文）
1. 未成年後見人又は未成年後見監督人：その未成年被後見人を成年被後見人等もしくは任意後見契約の本人とする登記記録又は後見等の開始の審判前の保全処分に係る登記記録で政令で定めるもの（同法10条2項1号）
  1. 上記の未成年被後見人を後見命令等の本人とする登記記録（同政令15条2項前段）
2. 成年後見人等又は成年後見監督人等：その成年被後見人等を任意後見契約の本人とする登記記録（同法10条2項2号）
3. 登記された任意後見契約の任意後見受任者：その任意後見契約の本人を成年被後見人等とする登記記録又は後見等の開始の審判前の保全処分に係る登記記録で政令で定めるもの（同法10条2項3号）
  1. 上記の任意後見契約の本人を後見命令等の本人とする登記記録（同政令15条2項後段）

通常の「閉鎖登記事項証明書」
以下に掲げる閉鎖登記記録について、閉鎖登記ファイルに記録されている事項又は記録がない旨を証明した書面である（同法10条3項本文）
1. 自己が成年被後見人等又は任意後見契約の本人であった閉鎖登記記録（同法10条3項1号）
2. 自己が成年後見人等、成年後見監督人等、任意後見受任者、任意後見人又は任意後見監督人であった閉鎖登記記録（同法10条3項2号）
3. 保全処分に係る閉鎖登記記録で政令で定めるもの（同法10条3項3号）
  1. 自己が成年後見人等、成年後見監督人等又は任意後見監督人の職務代行者であった閉鎖登記記録（同政令15条3項1号）
  2. 自己が後見命令等の本人であった閉鎖登記記録（同政令15条3項2号）
  3. 自己が財産の管理者であった閉鎖登記記録（同政令15条3項3号）

特殊な「閉鎖登記事項証明書」
以下に掲げる閉鎖登記記録について、相続人その他の承継人が交付を請求できる、閉鎖登記ファイルに記録されている事項又は記録がない旨を証明した書面である（同法10条4項）
1. 被相続人その他の被承継人が成年被後見人等もしくは任意後見契約の本人であった閉鎖登記記録又は後見等の開始の審判前の保全処分に係る閉鎖登記記録で政令で定めるもの（同法10条4項）
  1. 被相続人その他の被承継人が後見命令等の本人であった閉鎖登記記録（同政令15条4項）

### 債権譲渡登記及び動産譲渡登記
登記事項概要証明書
動産譲渡登記ファイル又は債権譲渡ファイルに記録されている事項のうち、譲渡に係る動産・債権を特定するために必要な事項（動産・債権譲渡登記規則8条1項・2項、9条1項参照）及び譲渡に係る動産・債権が数個記録されている場合において、その一部の動産・債権に係る部分につき抹消登記がされた場合の当該抹消登記に係る動産・債権を特定するために必要な事項（同規則8条3項、9条2項参照）を除いた部分を証明したもの（動産及び債権の譲渡の対抗要件に関する民法の特例等に関する法律11条1項）
登記事項証明書
動産・債権の譲渡について動産譲渡登記ファイル又は債権譲渡ファイルに記録されている事項を証明した書面（同法11条2項柱書）
概要記録事項証明書
登記事項概要ファイル（同法12条参照）に記録されている事項を証明した書面（同法13条1項）

## 交付請求

### 請求権者
不動産登記及び商業登記の登記事項証明書等は誰でも交付を求めることができる（不動産登記法119条1項・2項、商業登記法10条1項・11条）。
後見登記等の通常の登記事項証明書及び通常の閉鎖事項証明書は誰でも交付を求めることができる（後見登記等に関する法律10条1項・3項）。一方、特殊な登記事項証明書及び特殊な閉鎖事項証明書の交付請求権者は限定されている（同法10条2項・4項）。詳しくはそれぞれの項目を参照。なお、国又は地方公共団体の職員（裁判官、検察官、刑事訴訟法に基づく司法警察職員を含む）は、職務上必要な場合は、特殊な登記事項証明書及び特殊な閉鎖事項証明書であっても交付を求めることができる（同法10条5項）。
債権譲渡登記及び動産譲渡登記の登記事項概要証明書は誰でも交付を求めることができる（動産及び債権の譲渡の対抗要件に関する民法の特例等に関する法律11条1項）。一方、登記事項証明書の交付請求権者は以下の者に限定されている（同法11条2項柱書）。
1. 譲渡に係る動産・債権の譲渡人又は譲受人（同法11条2項1号）
2. 譲渡に係る動産を差し押さえた債権者その他の譲渡について利害関係人で政令で定めるもの（同法11条2項2号）及び譲渡に係る債権の債務者その他の利害関係人で政令で定めるもの（同法11条2項3号）
  1. 譲渡に係る動産を取得した者（動産・債権譲渡登記令15条1号）
  2. 譲渡に係る動産を差し押さえ又は仮に差し押さえた債権者、譲渡に係る動産を目的とする質権その他の担保権又は賃借権その他の使用及び収益を目的とする権利を取得した者（同令15条2号）
  3. 譲渡に係る債権の債務者又は当該債権を取得した者（同令15条3号）
  4. 譲渡に係る債権を差し押さえ又は仮に差し押さえた債権者、譲渡に係る債権を目的とする質権を取得した者（同令15条4号）
  5. 次に掲げる者の財産の管理及び処分する権利を有する者（同令15条5号柱書）
    1. 同令15条1号ないし4号に掲げる者（同令15条5号イ）
    2. 譲渡に係る動産・債権の譲渡人又は譲受人（同令15条5号ロ）
3. 譲渡に係る動産・債権の譲渡人の使用人（同法11条2項4号）

### 請求情報の内容

#### 不動産登記
交付請求をする場合に提供すべき情報（書面の場合、交付請求書）の内容とすべき事項は以下のとおりである。
1. 請求人の氏名又は名称
2. 不動産所在事項又は不動産番号
3. 請求に係る書面の通数
4. 登記事項証明書の交付を求める場合、「種類」で示した区分（登記事項要約書を除く）
5. 登記事項証明書の交付を求める場合において、共同担保目録又は信託目録に記録された事項について証明を求めるときは、その旨（以上不動産登記規則193条1項1号ないし5号）
6. 法務大臣の定めるところにより電子情報処理組織を使用して、送付の方法による登記事項証明書の交付を求める場合は、送付先の住所（同規則194条3項）

法務省民事局の公式サイトにおいて、登記事項証明書の交付請求書および登記事項要約書の交付請求書の様式が示されている。

#### 商業登記
登記事項証明書の交付請求をする申請書に記載すべき事項は以下のとおりである。
1. 申請人又はその代表者（当該代表者が法人である場合にはその職務を行うべき者。登記事項要約書の項において同じ。）もしくは代理人の氏名
2. 請求の目的
3. 請求する書面の通数
4. 手数料の額
5. 年月日
6. 登記所の表示（以上商業登記規則18条2項各号）
7. 交付を請求する登記記録
8. 交付を請求する種類
9. 会社の登記記録の一部の区について交付を求めるときは、その区（商号区及び会社状態区を除く）
10. 上記8の区が会社支配人区である場合において、一部の支配人について証明を求めるときは、その氏名
11. 一部の代表者について代表者事項証明書の交付をするときは、その氏名（以上商業登記規則19条1項各号）

登記事項要約書の交付請求をする申請書に記載すべき事項は以下のとおりである。
1. 申請人又はその代表者もしくは代理人の氏名
2. 請求の目的
3. 請求する書面の通数
4. 手数料の額
5. 年月日
6. 登記所の表示（以上商業登記規則18条2項各号）
7. 交付を求める登記記録
8. 会社の登記記録の一部の区について交付を求めるときは、その区（商号区及び会社状態区を除く）（以上商業登記規則20条1項各号）

法務局の公式サイトにおいて、登記事項証明書の交付請求申請書および登記事項要約書の交付請求申請書の様式が示されている。ただし、これらの様式は上記の規定に必ずしも沿っているわけではない。

#### 後見登記等
交付請求をする申請書に記載すべき事項は以下のとおりである。
1. 申請人の氏名及び住所（法人の場合は名称又は商号及び主たる事務所又は本店）並びに申請人の資格
2. 後見登記等ファイルに記録されている事項を証明した登記事項証明書等の交付を求めるときは、請求に係る登記記録又は閉鎖登記簿を特定するために必要な事項
3. 後見登記等ファイルに成年被後見人等、任意後見契約の本人もしくは後見命令等の本人又はこれらの者であった者としての記録がない旨を証明した登記事項証明書等の交付を求めるときは、その旨並びに証明の対象となる者の氏名・生年月日・住所又は本籍（外国人の場合は国籍）
4. 後見登記等ファイルに上記3以外の者としての記録がない旨を証明した登記事項証明書等の交付を求めるときは、その旨並びに証明の対象となる者の氏名及び住所（法人の場合は名称又は商号及び主たる事務所又は本店）
5. 請求する登記事項証明書等の通数
6. 手数料の額
7. 年月日
8. 登記所の表示（以上後見登記等に関する省令17条2項各号）

法務省民事局の公式サイトにおいて、後見登記等ファイルに記録されている事項を証明した登記事項証明書等の交付請求申請書および後見登記等ファイルに記録がない旨を証明した登記事項証明書等の交付請求申請書の様式が示されている。

#### 債権譲渡登記及び動産譲渡登記
登記事項概要証明書又は概要記録事項証明書の交付請求をする申請書に記載すべき事項は以下のとおりである。なお、当該申請書には申請書申請人又はその代表者若しくは代理人が記名しなければならない（動産・債権譲渡登記令16条2項柱書）。
1. 証明書の交付を請求する動産譲渡登記ファイルもしくは債権譲渡登記ファイル又は登記事項概要ファイルの記録を特定するために必要な事項
2. 特定の動産譲渡登記ファイルもしくは債権譲渡登記ファイル又は登記事項概要ファイルの記録がない旨を証明した書面の交付を求めるときは、その旨
3. 閉鎖登記ファイルに記録されている事項を証明した書面の交付を求めるときは、その旨
4. 登記事項概要ファイル中の閉鎖された記録に係る登記事項の概要を証明した書面の交付を求めるときは、その旨
5. 請求する証明書の通数
6. 手数料の額
7. 年月日
8. 登記所の表示（以上動産・債権譲渡登記令16条2項各号）

登記事項証明書の交付請求をする申請書に記載すべき事項は以下のとおりである。なお、当該申請書には申請書申請人又はその代表者若しくは代理人が記名しなければならない（動産・債権譲渡登記令16条3項柱書）。
1. 証明書の交付を請求する動産譲渡登記ファイル又は債権譲渡登記ファイルの記録を特定するために必要な事項
2. 特定の動産譲渡登記ファイル又は債権譲渡登記ファイルの記録がない旨を証明した書面の交付を求めるときは、その旨
3. 閉鎖登記ファイルに記録されている事項を証明した書面の交付を求めるときは、その旨
4. 請求する証明書の通数
5. 手数料の額
6. 年月日
7. 登記所の表示（以上動産・債権譲渡登記令16条3項柱書・同令16条2項1号ないし3号及び5号ないし8号）
8. 動産譲渡登記ファイルの記録に数個の動産が記録されているとき又は債権譲渡登記ファイルの記録に数個の動産が記録されているときは、証明書の交付を請求する動産又は債権を特定するために必要な事項
9. 上記8の場合において、数個の動産に係る登記事項又は数個の動産に係る登記事項を一括して証明した書面の交付を求めるときは、その旨（以上動産・債権譲渡登記令16条3項各号）

法務省民事局の公式サイトにおいて、登記事項概要証明書の交付請求申請書、概要記録事項証明書の交付請求申請書、債権譲渡登記の登記事項証明書の交付請求申請書、動産譲渡登記の登記事項証明書の交付請求申請書の様式が示されている。

## 認証文
登記事項証明書等には原則として登記官による認証文が付され、作成の年月日及び職氏名が記載され、職印が押印される（不動産登記規則197条1項前段、商業登記規則30条3項、後見登記等に関する省令20条、動産・債権譲渡登記規則23条1項）。
ただし、不動産登記及び商業登記の登記事項要約書については上記の措置は採られない。認証文の文言は以下のとおりである。

### 不動産登記
全部事項証明書
これは登記記録に記録されている事項の全部を証明した書面である。（不動産登記準則136条1項1号本文）
現在事項証明書
これは登記記録に記録されている現に効力を有する事項の全部を証明した書面である。（同準則136条1項2号）
何区何番事項証明書
これは登記記録に記録されている事項の何区何番事項を証明した書面である。（同準則136条1項3号本文）
所有者証明書
これは登記記録に記録されている所有者の氏名又は名称及び住所を証明した書面である。（同準則136条1項4号）
一棟建物全部事項証明書
これは一棟の建物に属する区分建物の登記記録に記録されている事項の全部を証明した書面である。（同準則136条1項5号本文）
一棟建物現在事項証明書
これは一棟の建物に属する区分建物の登記記録に記録されている現に効力を有する事項の全部を証明した書面である。（同準則136条1項6号）
閉鎖事項証明書
全部事項証明書・何区何番事項証明書・一棟建物全部事項証明書の認証文の「登記記録」の部分が「閉鎖された登記記録」となる（同準則136条1項1号かっこ書・3号かっこ書・5号かっこ書参照）。
なお、請求に係る登記記録の甲区又は乙区がないときは、「ただし、登記記録の乙区（甲区及び乙区）に記録されている事項はない」という文言が付記される（不動産登記規則197条1項後段、同準則136条2項）。

### 商業登記
現在事項全部証明書
これは登記簿に記録されている現に効力を有する事項の全部であることを証明した書面である。（商業登記準則34条1項(1)）
現在事項一部証明書
これは登記簿に記録されている現に効力を有する事項の一部であることを証明した書面である。（同準則34条1項(2)）
履歴事項全部証明書
これは登記簿に記録されている閉鎖されていない事項の全部であることを証明した書面である。（同準則34条1項(3)）
履歴事項一部証明書
これは登記簿に記録されている閉鎖されていない事項の一部であることを証明した書面である。（同準則34条1項(4)）
閉鎖事項全部証明書
これは登記簿に記録されている閉鎖された事項の全部であることを証明した書面である。（同準則34条1項(5)）
閉鎖事項一部証明書
これは登記簿に記録されている閉鎖された事項の一部であることを証明した書面である。（同準則34条1項(6)）
代表者事項証明書
これは上記の者の代表権に関して登記簿に記録されている現に効力を有する事項の全部であることを証明した書面である。（同準則34条1項(7)）

### 債権譲渡登記及び動産譲渡登記
債権譲渡登記の登記事項概要証明書の認証文は以下のとおりである。
債権譲渡登記ファイル（閉鎖ファイルを除く）に記録されている事項の証明書
上記のとおり債権譲渡登記ファイル（除く閉鎖分）に記録されていることを証明する。（債権通達第4-1(2)ア）
特定の債権譲渡登記ファイル（閉鎖ファイルを除く）の記録がないことの証明書
上記のとおり債権譲渡登記ファイル（除く閉鎖分）に記録されていないことを証明する。（債権通達第4-1(2)イ）
閉鎖ファイルに記録に記録されている事項の証明書
上記のとおり閉鎖登記ファイルに記録されていることを証明する。（債権通達第4-1(2)ウ）
特定の閉鎖ファイルの記録がないことの証明書
上記のとおり閉鎖登記ファイルに記録されていないことを証明する。（債権通達第4-1(2)エ）
債権譲渡登記の登記事項証明書の認証文は登記事項概要証明書と同じである（債権通達第4-2(4)）
動産譲渡登記の登記事項概要証明書の認証文は以下のとおりである。
動産譲渡登記ファイル（閉鎖ファイルを除く）に記録されている事項の証明書
上記のとおり動産譲渡登記ファイル（除く閉鎖分）に記録されていることを証明する。（動産通達第5-1(2)ア）
特定の動産譲渡登記ファイル（閉鎖ファイルを除く）の記録がないことの証明書
上記のとおり動産譲渡登記ファイル（除く閉鎖分）に記録されていないことを証明する。（動産通達第5-1(2)イ）
閉鎖ファイルに記録に記録されている事項の証明書
上記のとおり閉鎖登記ファイルに記録されていることを証明する。（動産通達第5-1(2)ウ）
特定の閉鎖ファイルの記録がないことの証明書
上記のとおり閉鎖登記ファイルに記録されていないことを証明する。（動産通達第5-1(2)エ）
動産譲渡登記の登記事項証明書の認証文は登記事項概要証明書と同じである（動産通達第5-2(4)）
概要記録事項証明書の認証文は以下のとおりである。
登記事項概要ファイル（閉鎖ファイルを除く）に記録されている事項の証明書
これは債権（動産）譲渡登記事項概要ファイルに記録されている現に効力を有する事項であることを証明した書面である。（概要通達第4-2(1)）
該当する登記事項概要ファイル（閉鎖ファイルを除く）の記録がないことの証明書
これは債権（動産）譲渡登記事項概要ファイルに記録されている現に効力を有する事項がないことを証明した書面である。（概要通達第4-2(2)）
閉鎖ファイルに記録に記録されている事項の証明書
これは債権（動産）譲渡登記事項概要ファイルに記録されている閉鎖されている事項であることを証明した書面である。（概要通達第4-2(3)）
該当する閉鎖ファイルの記録がないことの証明書
これは債権（動産）譲渡登記事項概要ファイルに記録されている閉鎖されている事項がないことを証明した書面である。（概要通達第4-2(4)）

## 手数料
登記事項証明書等の交付を請求する場合には、手数料を納付しなければならない（不動産登記法119条1項・2項、商業登記法10条1項・11条、後見登記等に関する法律11条1項3号、動産及び債権の譲渡の対抗要件に関する民法の特例等に関する法律21条1項）。具体的な額は登記手数料令で定められている。
手数料の納付は収入印紙をもってするのが原則であるが、電子申請によりオンラインで交付を請求する場合には法務省令で定めるところにより、現金で納付することができる（不動産登記法119条4項、商業登記法13条2項、後見登記等に関する法律11条2項、動産及び債権の譲渡の対抗要件に関する民法の特例等に関する法律21条2項）。法務省令で定める方法とは、登記官から得た納付情報により納付する方法である（不動産登記規則205条2項、商業登記規則107条6項、後見登記等に関する省令33条2項、動産・債権譲渡登記規則35条2項）。
2011年（平成23年）3月31日までは登記印紙をもってしなければならなかった（特別会計に関する法律附則372条・296条・340条・335条及び附則1条）が、登記特別会計の廃止により収入印紙による納付に改められた。当分の間、登記印紙でも手数料の納付が可能である。

## 登記情報提供制度
登記事項証明書はすべて「書面」によって作成され、電磁的記録によって作成された登記事項証明書は存在しない。ただし電気通信回線による登記情報の提供に関する法律（平成11年法律第226号）により、登記所が保有する登記情報を、インターネットを利用して、一般利用者が自宅又は事務所のパソコンで確認することができるようになっている。提供される登記情報の内容は登記事項証明書と同一のものであるが、証明書としての効力がないものである。更に登記情報の交付の際に、照会番号が付与され、行政機関への電子申請の際に登記事項証明書にかえて照会番号の付記により手続ができる（すべてではない）。この場合は、申請を受けた行政機関は、登記事項証明書を書面で確認することに代えて、照会番号により登記内容を確認する。従って部分的であるがあるが、電子的登記情報証明が可能になっている。